# مصطفي بوندو
مصطفي بوندو (بالإنجليزية: Mustapha Bundu)‏ هو لاعب كرة قدم سيراليوني في مركز الهجوم، ولد في 28 فبراير 1997 في فريتاون في سيراليون. لعب مع آرهوس جمناستيك فورينينغ ورويال أندرلخت.

## وصلات خارجية
- مصطفي بوندو على موقع قاعدة بيانات كرة القدم.إي يو (الإنجليزية)
- مصطفي بوندو على موقع ناشيونال فوتبول تيمز (الإنجليزية)
- مصطفي بوندو على موقع Soccerway.com (الإنجليزية)
- مصطفي بوندو على موقع عالم كرة القدم.نت (الإنجليزية)